# José María Jardines
José María Jardines (Cádiz, 1862-¿1932?) fue un pintor español de paisajes y escenas costumbristas.

## Historia
José María Jardines, natural de Cádiz, estudió en la Escuela de Bellas Artes de su ciudad natal, y luego, en la Real Academia de Bellas Artes de San Fernando en Madrid. Su carrera como pintor se desarrolló en París durante varios años. Realizó exposiciones en la capital francesa, como también en Cádiz y Madrid. En 1914 regresó a Cádiz, donde fue profesor de la Academia de Bellas Artes.
Jardines figura en el Catálogo nacional contemporáneo y en Cien años de pintura, entre otros recursos bibliográficos sobre el arte en la península ibérica. La Frick Art Reference Library (Nueva York) tiene una colección de fotografías y reproducciones de sus obras.
Su hijo y discípulo fue el pintor Antonio Jardines (París, 1898 - ).